# Lijst van rijksmonumenten in Ellewoutsdijk
De plaats Ellewoutsdijk telt 39 inschrijvingen in het rijksmonumentenregister. Hieronder een overzicht.
| Object                                                  | Oorspronkelijke functie?  | Bouwjaar  | Architect | Locatie               | Coördinaten?                  | Nr.?   | Afbeelding        |
| ------------------------------------------------------- | ------------------------- | --------- | --------- | --------------------- | ----------------------------- | ------ | ----------------- |
| Zorghvliet: park Zorgvliet rondom Langeviele 6          | Tuin, park en plantsoen   | 1840-1900 |           | Langeviele 6          | 51° 23' 27" NB, 3° 49' 1" OL  | 509163 | Upload foto       |
| Zorghvliet: park Zorgvliet ten zuiden van Langeviele 5  | Tuin, park en plantsoen   | 1840-1900 |           | Langeviele bij 5      | 51° 23' 28" NB, 3° 48' 54" OL | 509164 | Upload foto       |
| Zorghvliet: park Zorgvliet ten noorden van Langeviele 5 | Tuin, park en plantsoen   | 1840-1900 |           | Langeviele bij 5      | 51° 23' 33" NB, 3° 48' 52" OL | 509165 | Upload foto       |
| Zorghvliet: Tuinmuur                                    | Tuin, park en plantsoen   | 1840-1900 |           | Langeviele 6          | 51° 23' 27" NB, 3° 49' 1" OL  | 509166 | Upload foto       |
| Zorghvliet: zonnewijzer                                 | Tuin, park en plantsoen   | 1840-1900 |           | Langeviele 6          | 51° 23' 27" NB, 3° 49' 1" OL  | 509167 | Upload foto       |
| Zorghvliet: stenen vaas                                 | Tuin, park en plantsoen   | 1840-1900 |           | Langeviele 6          | 51° 23' 27" NB, 3° 49' 1" OL  | 509168 | Upload foto       |
| Zorghvliet: zinken vaas                                 | Tuin, park en plantsoen   | 1840-1900 |           | Langeviele 6          | 51° 23' 27" NB, 3° 49' 1" OL  | 509169 | Upload foto       |
| Zorghvliet: marmeren borstbeeld man                     | Tuin, park en plantsoen   | 1840-1900 |           | Langeviele 6          | 51° 23' 27" NB, 3° 49' 1" OL  | 509170 | Upload foto       |
| Zorghvliet: beeld Mercurius                             | Tuin, park en plantsoen   | 1700-1800 |           | Langeviele 6          | 51° 23' 27" NB, 3° 49' 1" OL  | 509171 | Upload foto       |
| Zorghvliet: marmeren beeld dolfijn                      | Tuin, park en plantsoen   | 1800-1900 |           | Langeviele 6          | 51° 23' 27" NB, 3° 49' 1" OL  | 509172 | Upload foto       |
| Zorghvliet: toegangshek                                 | Erfscheiding              | 1700-1800 |           | Langeviele 6          | 51° 23' 27" NB, 3° 49' 1" OL  | 509173 | Meer afbeeldingen |
| Zorghvliet: ijzeren hek                                 | Erfscheiding              | 1840-1900 |           | Langeviele 6          | 51° 23' 27" NB, 3° 49' 1" OL  | 509174 | Meer afbeeldingen |
| Zorghvliet: tuinmuur                                    | Tuin, park en plantsoen   | 1840-1900 |           | Langeviele 6          | 51° 23' 27" NB, 3° 49' 1" OL  | 509175 | Meer afbeeldingen |
| Zorghvliet: slingervijver                               | Tuin, park en plantsoen   | 1840-1880 |           | Langeviele 6          | 51° 23' 27" NB, 3° 49' 1" OL  | 509176 | Meer afbeeldingen |
| Zorghvliet: boogbrug                                    | Brug                      | 1840-1880 |           | Langeviele 6          | 51° 23' 27" NB, 3° 49' 1" OL  | 509177 | Meer afbeeldingen |
| Zorghvliet: twee vissen                                 | Tuin, park en plantsoen   | 1700-1800 |           | Langeviele 6          | 51° 23' 27" NB, 3° 49' 1" OL  | 509178 | Upload foto       |
| Zorghvliet: Lottenlust                                  | Tuin, park en plantsoen   | 1840-1900 |           | Langeviele 6          | 51° 23' 27" NB, 3° 49' 1" OL  | 509179 | Meer afbeeldingen |
| Zorghvliet: vaas                                        | Tuin, park en plantsoen   | 1840-1900 |           | Langeviele 6          | 51° 23' 27" NB, 3° 49' 1" OL  | 509180 | Upload foto       |
| Zorghvliet: twee vazen                                  | Tuin, park en plantsoen   | 1840-1900 |           | Langeviele 6          | 51° 23' 27" NB, 3° 49' 1" OL  | 509181 | Upload foto       |
| Zorghvliet: Vaas                                        | Tuin, park en plantsoen   | 1840-1900 |           | Langeviele 6          | 51° 23' 27" NB, 3° 49' 1" OL  | 509182 | Upload foto       |
| Zorghvliet: gietijzeren vaas                            | Tuin, park en plantsoen   | 1840-1900 |           | Langeviele 6          | 51° 23' 27" NB, 3° 49' 1" OL  | 509183 | Upload foto       |
| Zorghvliet: gepleisterde sokkel                         | Tuin, park en plantsoen   | 1840-1900 |           | Langeviele 6          | 51° 23' 27" NB, 3° 49' 1" OL  | 509184 | Upload foto       |
| Zorghvliet: brug                                        | Brug                      | 1840-1900 |           | Langeviele 6          | 51° 23' 27" NB, 3° 49' 1" OL  | 509185 | Meer afbeeldingen |
| Zorghvliet: gietijzeren vaas                            | Tuin, park en plantsoen   | 1840-1900 |           | Langeviele 6          | 51° 23' 27" NB, 3° 49' 1" OL  | 509186 | Upload foto       |
| Zorghvliet: koetshuis                                   | Bijgebouwen kastelen enz. | 1840-1900 |           | Langeviele 6          | 51° 23' 27" NB, 3° 49' 1" OL  | 509187 | Upload foto       |
| Zorghvliet: druivenkas                                  | Tuin, park en plantsoen   | 1840-1900 |           | Langeviele 6          | 51° 23' 27" NB, 3° 49' 1" OL  | 509188 | Upload foto       |
| Zorghvliet: hondenbegraafplaats                         | Begraafplaats en -onderdl | 1840-1900 |           | Langeviele 6          | 51° 23' 27" NB, 3° 49' 1" OL  | 509189 | Upload foto       |
| Zorghvliet: stenen beeld jongeling                      | Tuin, park en plantsoen   | 1800-1900 |           | Langeviele 6          | 51° 23' 27" NB, 3° 49' 1" OL  | 509190 | Upload foto       |
| Zorghvliet: marmeren borstbeeld                         | Tuin, park en plantsoen   | 1800-1900 |           | Langeviele 6          | 51° 23' 27" NB, 3° 49' 1" OL  | 509191 | Upload foto       |
| Zorghvliet: vijf ijzeren vazen                          | Tuin, park en plantsoen   | 1840-1900 |           | Langeviele bij 5      | 51° 23' 28" NB, 3° 48' 54" OL | 509192 | Upload foto       |
| Zorghvliet: gietijzeren beeld engel                     | Tuin, park en plantsoen   | 1840-1900 |           | Langeviele bij 5      | 51° 23' 28" NB, 3° 48' 54" OL | 509194 | Upload foto       |
| Zorghvliet: kunstmatige ruïne                           | Tuin, park en plantsoen   | 1840-1900 |           | Langeviele bij 5      | 51° 23' 30" NB, 3° 48' 54" OL | 509195 | Upload foto       |
| Zorghvliet: gietijzeren beeld Ceres                     | Tuin, park en plantsoen   | 1840-1900 |           | Langeviele bij 5      | 51° 23' 33" NB, 3° 48' 52" OL | 509196 | Meer afbeeldingen |
| Zorghvliet: voetgangersbrug                             | Brug                      | 1840-1900 |           | Langeviele bij 5      | 51° 23' 28" NB, 3° 48' 54" OL | 509197 | Upload foto       |
| Zorgwijk: boerderij                                     | Boerderij                 | 1760-1765 |           | Hellewoudstraat 1     | 51° 23' 17" NB, 3° 49' 1" OL  | 526030 | Meer afbeeldingen |
| Zorgwijk: wagenschuur                                   | Boerderij                 | 19e eeuw  |           | Hellewoudstraat bij 1 | 51° 23' 17" NB, 3° 49' 1" OL  | 526870 | Meer afbeeldingen |
| Zorgwijk: varkenskot                                    | Boerderij                 | ca. 1900  |           | Hellewoudstraat bij 1 | 51° 23' 17" NB, 3° 49' 1" OL  | 526871 | Meer afbeeldingen |
| Zorgwijk: erf                                           | Boerderij                 |           |           | Hellewoudstraat bij 1 | 51° 23' 17" NB, 3° 49' 1" OL  | 526872 | Meer afbeeldingen |
| Fort Ellewoutsdijk                                      | Fort, vesting en -onderdl | 1834-1839 |           | Kustbatterij Fortweg  | 51° 23' 12" NB, 3° 48' 47" OL | 9940   | Meer afbeeldingen |